# Баженов, Иван Георгиевич
Иван Георгиевич Баженов (12 марта 1930, Иркутск, Сибирский край — 2 июня 1996) — советский оружейник, конструктор радиолокационных систем управления, лауреат Ленинской премии (1976).

## Биография
Родился 12 марта 1930 года в городе Иркутск. Окончил Львовский политехнический институт по специальности «Электрификация промышленных предприятий» (1952).
Работал в Туле на заводе № 668 (Тульский завод электромонтеров, завод «Арсенал», НИИ «Стрела», сейчас — Научно-производственное объединение «Стрела»): инженер-конструктор, начальник лаборатории ОКБ, начальник отделения, главный конструктор ряда опытно-констукторских работ (ОКР), научный руководитель научно-исследовательских работ (НИР) «Град», «Гроза» и других.
При его участии создана радиоэлектронная аппаратура для противотанковых управляемых ракет (ПТУР), обеспечивающая высокие тактико-технические характеристики комплексов вооружения по дальности и точности управления, помехозащищенности.
Умер 2 июня 1996 года.

## Награды и звания
- Ленинская премия (1976) — за разработку и внедрение в серийное производство комплекса управления танковым и противотанковым вооружением «Штурм-В».
- Заслуженный изобретатель РСФСР.
- Почётный радист (1971).
- Орден «Знак Почёта» (1962).